# مارغريت إليزابيث سانغستر
مارغريت إليزابيث سانغستر (بالإنجليزية: Margaret Elizabeth Sangster)‏ (22 فبراير 1838، نيو روتشيل في الولايات المتحدة - 1912 في الولايات المتحدة)؛ صحفية، شاعرة، كاتِبة وروائية أمريكية.

## روابط خارجية
- مارغريت إليزابيث سانغستر على موقع الموسوعة البريطانية (الإنجليزية)